# Lacanobia amurensis
Lacanobia amurensis là một loài bướm đêm trong họ Noctuidae.